# Хворостанский, Константин Иванович
Константи́н Ива́нович Хвороста́нский  (1860, Астраханская губерния — после 1917) — русский гистолог.

## Биография
Родился 29 августа (10 сентября) 1860 года в Астраханской губернии, в Чёрном Яру.
В 1872 году был определён в Гатчинский Николаевский институт. В 1881 году поступил в Санкт-Петербургский университет и в 1886 году окончил физико-математический факультет по естественному разряду со степенью кандидата и серебряной медалью за представленную диссертацию; с 4 ноября 1886 года был оставлен при университете для приготовления к профессорскому званию по зоологии.
Летом 1887 года Санкт-Петербургским обществом естествоиспытателей он был командирован на Соловецкую биологическую станцию для изучения биологии и эмбриологии животных. Там он работал под руководством заслуженного профессора Н. П. Вагнера. С 24 декабря 1888 года был причислен к министерству народного просвещения. В 1890 году тем же обществом он был снова командирован на Соловецкую биологическую станцию для изучения беспозвоночных животных. В том же году был воспитателем в приюте принца Петра Георгиевича Ольденбургского.
В 1890—1895 годах был хранителем зоотомического кабинета петербургского университета. Преподавал естествоведение в Санкт-Петербургской Мариинской женской гимназии и составил учебник «Краткий курс естественной истории» (СПб., 1906—1911). Также преподавал Санкт-Петербургском реальном училище Н. В. Богинскогов, составив «Курс химии для реальных училищ…» (СПб.,1907).
Публикации К. И. Хворостаского: «Гистологическое строение органов размножения у пиявок» («Протоколы заседаний зоологического отделения», 1886), «Entwickelungsgeschichte des Eies bei den Hirudineen» («Zool. Anz.», 1886); «Об организации Ichtyobdella versipellis Diesing.» («Вестник естествознания», 1890, № 3); «Ueber die Zonen des Kustenstiches der Solowezki Inseln» («Zool Anz.», 1892); «Sur la lumination des animaux de la mer Blanche» («Congres internationaux a Moscou», август, 1892) и др.

## Воспоминания
Был среди перечисленных некий Хворостанский, очень ограниченный человек, с большим трудом добивавшийся кандидатского звания: он написал какую-то работу о пиявке и с ним бился Мережковский и много помогал Кузнецов. С трудом пополам ему удалось защитить её. Помню торжество, устроенное ему товарищами, инициатором которого был Кузнецов, и в котором немалое участие принимал и Ульянов. У входных дверей кабинета была устроена триумфальная арка, украшенная гигантскими, вырезанными из картона и раскрашенными пиявками, с надписью, гласящей: «Гряди, гряди, о пиявок победитель, в упорстве и труде великий наш учитель!» И немного ниже, более мелкими буквами: «Ни пруда нет, ни канавки, где бы не было бы пиявки, после же моей работы не найдете их нигде, — ни в канавке, ни в пруде». Арку устраивали все, надписи сочинял Кузнецов. Хворостанский принял все всерьез и был очень доволен и горд. В длинном черном сюртуке, с лицом маленького чиновника, он жал всем руки и говорил: «Благодарю вас, господин Кузнецов, благодарю вас, господин Ульянов» и так далее. Слово «господин» он прибавлял к каждому лицу, к которому обращался: «Господин Мережковский, эту книгу написал господин Вагнер, я сдавал химию по книге господина Менделеева». Что сталось потом с этим господином, повелителем пиявок, я не знаю. — Из воспоминаний Ю. И. Фаусек.